# Pomnik Peowiaka w Warszawie
Pomnik Peowiaka, właśc. pomnik Poległych Żołnierzy Polskiej Organizacji Wojskowej – monument znajdujący się w Warszawie na placu Stanisława Małachowskiego, przed gmachem Zachęty. 

## Historia pomnika
Pomnik ku czci żołnierzy Polskiej Organizacji Wojskowej, którzy zginęli w latach 1914–1921, jest dziełem rzeźbiarza Edwarda Wittiga.
Pomnik przedstawia umierającego nagiego wojownika z opadającą do tyłu głową trzymającego w lewej dłoni krótki miecz. Pierwowzorem tej rzeźby była wykonana w 1926 mniejsza figura „Umierającego bohatera" będącej fragmentem rzeźby „Walka" z grobowca porucznika „Wojsznara” Jana Zdanowicza-Opielińskiego w kwaterze 195 POW warszawskiego cmentarza Powązkowskiego. 
Pomnik został odsłonięty 10 listopada 1933. Stanął w miejscu, w którym w 1918 Józef Piłsudski z balkonu pałacu Kronenberga odbierał defiladę oddziałów POW.
Monument przetrwał działania wojenne we wrześniu 1939, jednak w roku 1940 został usunięty przez okupacyjne władze niemieckie. 
Po wojnie na terenie pałacu Królikarni na Mokotowie odnaleziono lekko uszkodzony cokół granitowy pomnika. Rzeźbę zrekonstruowali rzeźbiarze Marek Moderau i Zbigniew Mikielewicz na podstawie fragmentów gipsowego modelu przechowanych w warszawskim Muzeum Narodowym oraz fotografii. Odtworzony pomnik został uroczyście odsłonięty 10 listopada 1999.

## Krytyka
Pomnik spotkał się z przeważnie niechętnymi wypowiedziami krytyki. Zarzucano autorowi, że posłużył się repliką wcześniejszego dzieła. Julian Tuwim wziął udział w dyskusji satyrycznym dwuwierszem „Na pomnik Peowiaka”:

Przed „Zachętą” spoczywa biedny paralityk.
Broń nas, Boże, od takich istot choro-wittyg.

## Galeria

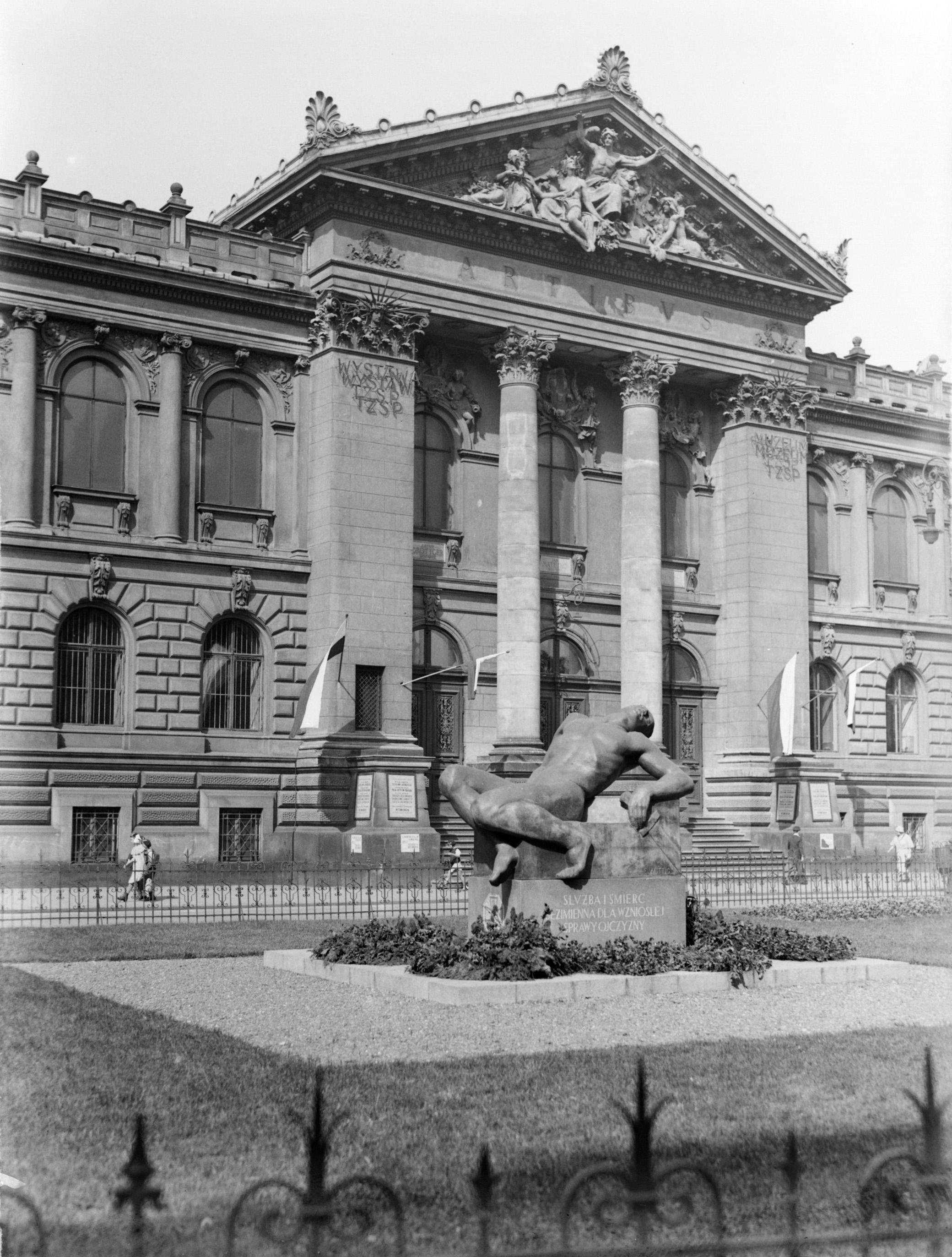
Monument w 1934
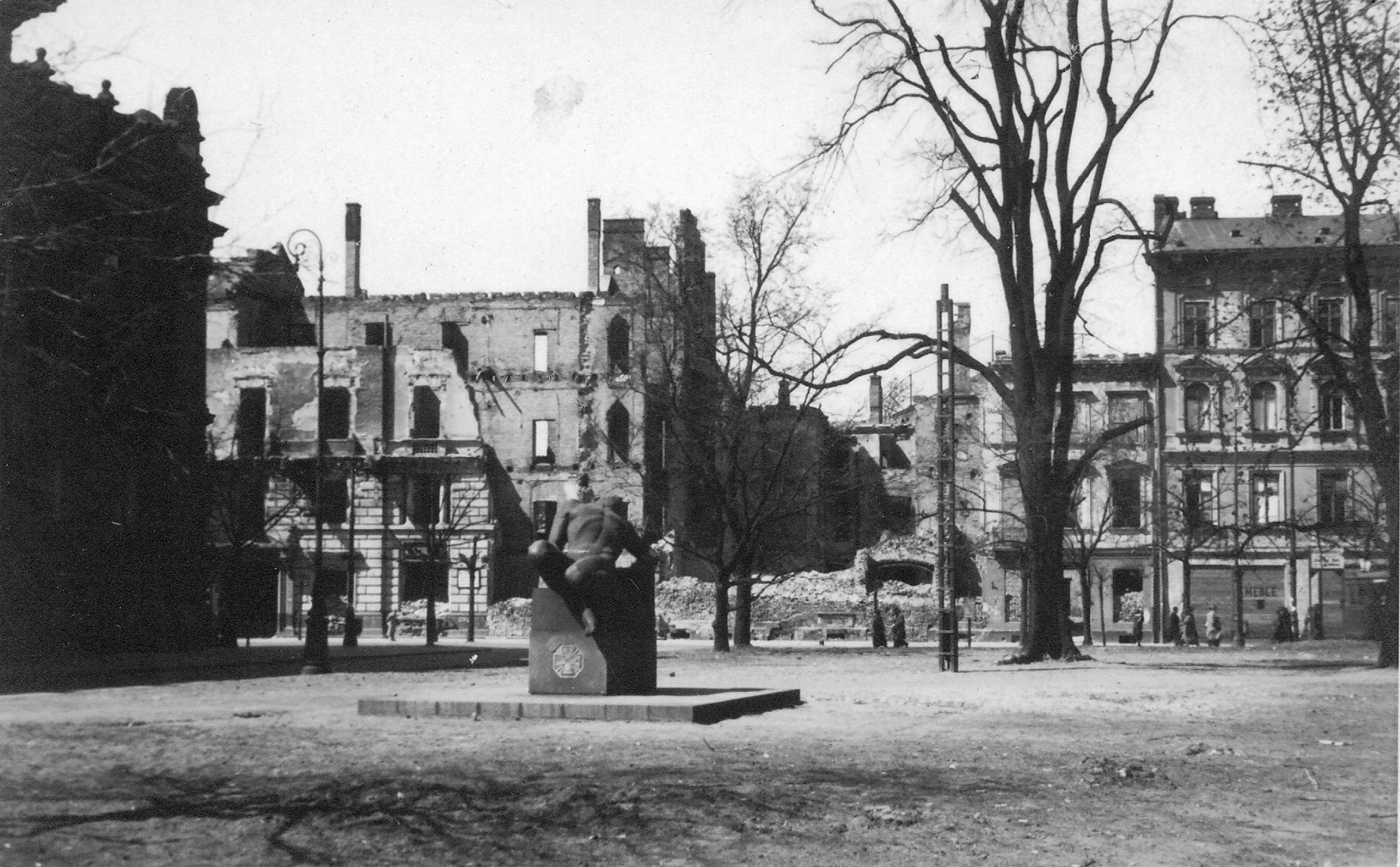
Monument w okresie okupacji
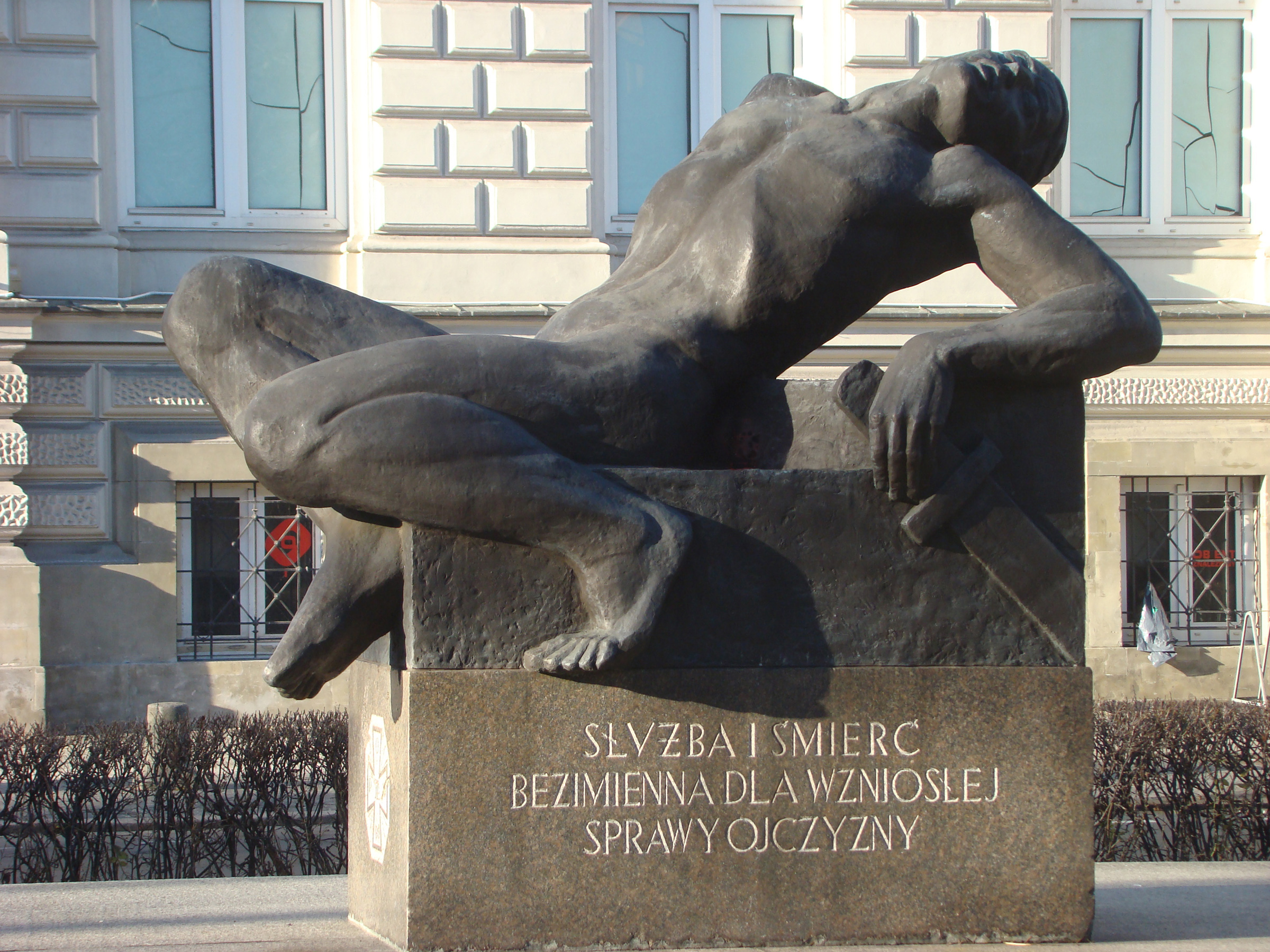
Zbliżenie posągu